# Gelbes Haus (Monschau)

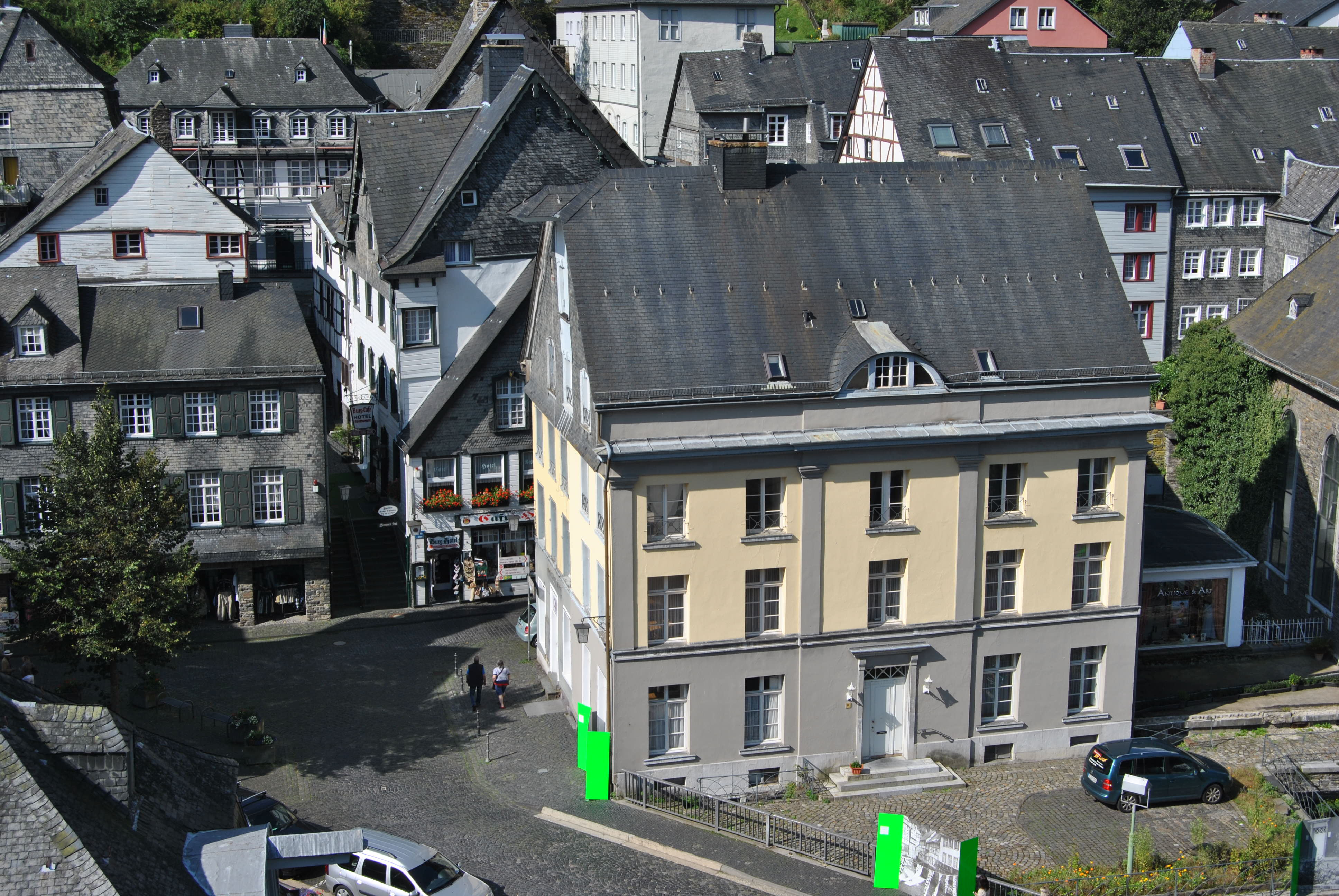
Gelbes Haus (Ost- und Südseite)

Das Gelbe Haus in Monschau in der Städteregion Aachen in Nordrhein-Westfalen ist ein denkmalgeschützter Gebäudekomplex mit der Adresse Laufenstraße 2–4 und Rurstraße 18. 
Er wurde zu Beginn des 17. Jahrhunderts erbaut und diente anfangs als Produktionsstätte für die Textilherstellung. Durch Ausbau und Trennung im 18. Jahrhundert in zwei Teile wurde der Gebäudeblock umfassend umstrukturiert und ein Teil als Wohnbereich sowie der andere Teil vor 1850 als neues Pfarrhaus der Evangelischen Stadtkirche eingerichtet. Ende 1990 übernahm die Evangelische Kirchengemeinde den gesamten Gebäudekomplex und verkaufte ihn im August 2024 an einen Privatinvestor, dessen Ziel es ist, das Gelbe Haus in den nächsten Jahren grundlegend zu sanieren und umzubauen.

## Geschichte
Gemäß den Ergebnissen dendrochronologischer Untersuchungen und anderen Baudetails muss das Haus als Einheitsblock im frühen 17. Jahrhunderts als Produktionsstandort für die frühe Textilherstellung im Ort erbaut worden sein. In den städtischen Quellen wird es später als eine „Behausung an der Stattforten sampt Farbhaus darunter“ beschrieben, womit ausgesagt wird, dass es sich somit um ein Wohnhaus mit einer Tuchfärberei in den Kellerräumen  neben dem – heute nicht mehr vorhandenem – Stadttor handelt. Bei Bauarbeiten konnten Zu- und Ablaufkanäle für die Wasserführung aus der Rur sowie Kaminvorrichtungen für das Erhitzen des Wassers nachgewiesen werden, und die Aufteilung der alten Kellerräume belegen die Nutzung zum Zwecke der Wollwäsche und -färbung. Die Untersuchungen bestätigten ferner, dass in den drei Vollgeschossen darüber großzügige Räume für die Appretur eingerichtet waren. 
Wer in jenen Jahren Besitzer des Hauses oder Betreiber der Werksanlagen war, ist nicht überliefert. Erst im zweiten Viertel des 18. Jahrhunderts wird die Anlage Johann Heinrich Scheibler als Eigentümer/Betreiber zugeschrieben, der um 1720 nach Monschau zog, dort das Tuchhandwerk erlernte und sich anschließend selbstständig gemacht sowie mit seinen zahlreichen Nachkommen zur Blüte der Monschauer Tuchindustrie maßgeblich beigetragen hat. Im Rahmen einer Volkszählung im Jahr 1794 in der Zeit der französischen Besatzung wurde belegt, dass das Haus zwischenzeitlich in Firstrichtung in zwei Einheiten aufgeteilt worden war, wobei Johann Heinrichs Enkel Peter Christoph Scheibler (1766–1796) den rurseitigen östlichen Anteil (später Rurstraße 18) besaß und Friedrich Paul Schlösser (* 1749), Neffe von Johann Heinrich, den westlichen Trakt (später Laufenstraße 2–4) entlang der heutigen und zu jener Zeit noch nicht durchgehenden Laufenstraße. Dabei erhielt jeder Hausteil eine nahezu identisch konzeptionierte Podesttreppe im Stil des Barocks, die jeweils spiegelverkehrt angeordnet war und bis heute eine hohe gestalterische Qualität aufweist. Beide Besitzer hatten ihre Hausanteile offensichtlich lediglich zu Wohnzwecken genutzt, weil die Tuchfabrikation zwischenzeitlich in größere und speziellere Werksbauten innerhalb des Stadtgebiets verlegt worden war. Nach deren Tod kam es unter wechselnden Eigentümer erneut zu maßgeblichen Veränderungen.
Zunächst wurde im Jahr 1846 die bis dahin auf Höhe der Evangelischen Stadtkirche endende Laufenstraße zwecks besserer Anbindung an den westlichen Ortsteil Monschaus zur dortigen Stadtstraße durchgebrochen. Im Zuge dessen musste ein zwischen der Westseite des gelben Hauses und dem heutigen Burghotel Monschau (Laufenstaße 1) stehendes Haus abgerissen werden, wodurch das gelbe Haus zum Eckhaus und die Westfassade freistehend wurde. Dieser Trakt wurde nun entsprechend bautechnisch angepasst und erhielt später weitere maßgebliche Veränderungen in den 1950er-Jahren, als dort ein zweiter Hauseingang durchgestoßen und im Inneren ein weiteres Treppenhaus angelegt wurde. 
Ebenfalls in den 1840er-Jahren übernahm schließlich die Evangelische Kirchengemeinde den östlichen rurseitigen Trakt (Rurstraße 18), nachdem das bisherige Pfarrhaus in der Kirchstraße 1 nicht mehr zeitgemäß war, und richtete dort unter anderem die Dienstwohnung für die Pfarrer und Seminarräume ein. 
Schließlich erwarb Ende der 1990er-Jahre die Evangelische Kirchengemeinde auch die zur Laufenstraße gelegene Haushälfte, womit der gesamte Hausblock wieder in eine Hand kam. Immerwährendes Hinauszögern notwendiger Sanierungsarbeiten auch wegen ungeklärter Finanzierungen führte in den letzten Jahrzehnten zu zunehmenden Schäden an der Bausubstanz und infolgedessen zu Leerständen in den Wohnungsbereichen. Daraufhin wurde im Auftrag der Kirchengemeinde Begutachtungen seitens des Amts für Denkmalpflege im Landschaftsverband Rheinland und der FH Aachen eingeholt, die den aktuellen Zustand des Gebäudekomplexes bewerteten und die Sanierungsmaßnahmen analysierten. Weil die Kirchengemeinde Anbetracht der hohen entstehenden Kosten nicht in der Lage war, diese zu stemmen, verkaufte sie im August 2024 das Gelbe Haus einem Privatinvestor, der in den nächsten Jahre das Haus wieder zu einer attraktiven Adresse in Monschau machen will.

## Baucharakteristik

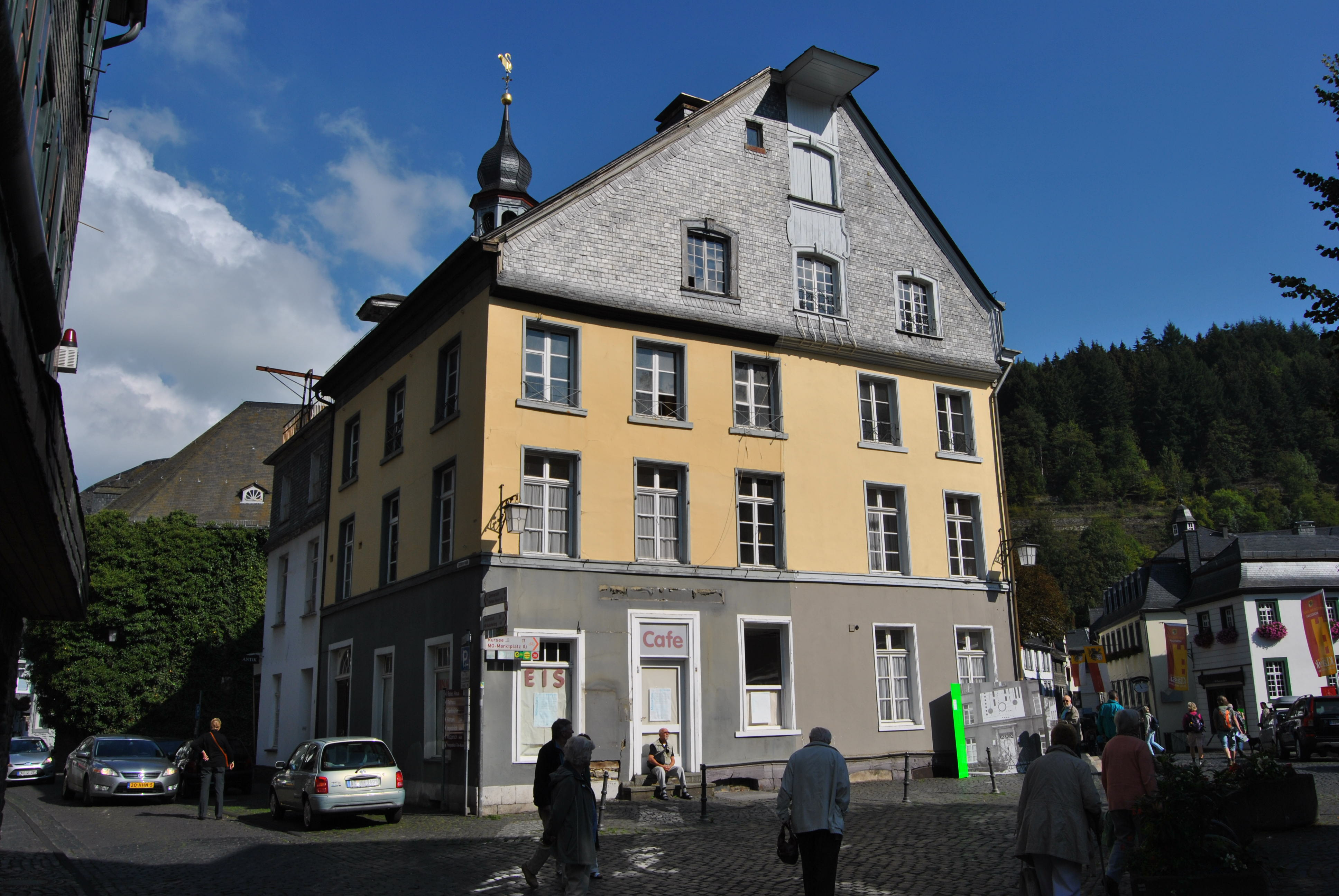
Gelbes Haus, Süd- und Westseite

Das dominant zwischen zwei Brücken an der Rur rundum freistehende dreigeschossige und in Teilen mit zwei Dachgeschossen versehene Eckhaus wurde anfangs vollständig in Fachwerkbauweise auf einem durchgehenden und tief in den Boden ragenden Kellergeschoss aufgebaut, dessen Kern die hölzerne Konstruktion der Tuchfabrik aus dem Jahr 1618/19 bildet. Bei der Umgestaltung des Gebäudekomplexes im 18. Jahrhundert wurden bis auf die Fassade zur Rurstraße hin alle übrigen Außenwände in Massivbauweise mit Grauwackenschiefer neu errichtet. Das Gelbe Haus vermittelt durch seine vier unterschiedlichen Fassadengestaltungen eine uneinheitliche Struktur. Dies zeigt sich besonders deutlich in der geschachtelten Bauweise der drei, in sich geschlossenen Nutzungseinheiten mit separaten Eingängen und Treppenhäusern sowie in seinem inhomogenen Dach auf der Seite zur Laufenstraße, das verschiedene Neigungen besitzt. Lediglich die zur Rur gewandte östliche Traufseite des ehemaligen Scheiblertrakts vermittelt durch ihre streng gegliederte klassizistische gelbe Fassade einen repräsentativen Eindruck und zeugt für gehobene Wohnkultur im 18. und 19. Jahrhundert. 
Diese Ostfassade ist in fünf Achsen gegliedert und mit einem flachen Mittelrisalit betont, über dessen Traufe eine kleinere Fledermausgaube aufsitzt. Das durchweg grau getünchte Untergeschoss hebt sich durch ein rundum verlaufendes Gesims von den beiden gelb verputzten Obergeschossen ab, die ihrerseits durch flache Pilaster in drei Flächen unterteilt sind. Hochrechteckige Sprossenfenster ohne Laibung, dafür mit betonten Sohlbänken sind gleichmäßig auf die Achsen und Etagen aufgeteilt. Lediglich der breite Hauseingang mit seiner einflügeligen weißen Holztür und seinem verzierten Oberlicht weist eine Blausteinrahmung auf, bei der der Sturz betont vorragt. Dieser Eingang ist über drei breit angelegte Blausteinstufen im Stil einer Freitreppe zu erreichen.
An der südlichen Giebelseite zeigt sich die Ende des 18. Jahrhunderts getätigte Aufteilung. Mittig vom First abwärts ist eine feine Naht in der Fassade zu erkennen, die diese in zwei dreiachsige Hälften unterteilt, rechts zur Rur hin der Anteil der Familie Scheibler, links derjenige der Familie Schlösser. Dabei weist die dritte Achse der rechten Hälfte in den Geschossebenen keine Fenster auf, dafür zeigt sich aber in Verlängerung dieser Achse auf dem zweistöckigen Dreiecksgiebel eine große doppelflügelige Ladetür mit einem weit vorragenden Kragträger für den Lastenaufzug. Diese Fassadenseite ist wie die zur Rur hin gerichtete Seite farblich gleich gestaltet, lediglich der Dreiecksgiebel ist mit Schindeln abgedeckt. In der zweiten Achse von links im Erdgeschoss befindet sich der Hauseingang, der in seiner Ausführung schlichter gestaltet ist.
Die zur Laufenstraße gerichtete Westseite ist im Verhältnis zur fünfachsigen Rurseite auf drei Achsen verkürzt, wobei das gemeinsame Satteldach mit der anderen Haushälfte auch nur über diesen Bereich geht. Auch dieser Anteil ist farblich und strukturell gleich gestaltet und in der dritten Achse mit einem schlichten Eingang versehen. Auf der Fläche dieser verkürzten Haushälfte im Verhältnis zur längeren Rurseite wurde später ein schmaleres dreigeschossiges Gebäude mit einer eigenen Dachkonstruktion, einem kleinen Dachgarten sowie einem aufgesetzten kleineren Kragträger eingebaut. Die Fassade dieses Traktes ist weiß getüncht und im zweiten Obergeschoss mit Schindeln abgedeckt.
Die nördliche zur evangelischen Kirche gerichtete Giebelseite zeigt sich hier vierachsig, in den beiden unteren Geschossen weiß getüncht und ist ab dem dritten Geschoss bis in den hohen Dreiecksgiebel mit Schindeln gedeckt. Bis auf die obere Etage im Dachgeschoss sind auf dieser Seite alle Sprossenfenster segmentbogig gestaltet und mit Blausteineinfassungen umrahmt. Dabei zeigen sich die Fenster ab dem dritten Geschoss jeweils um eine Sprosseneinheit kleiner gefasst und im Dreiecksgiebel auf drei bzw. zwei verringert.
Dieser Hausseite wurde später ein pavillonartiger Kiosk angebaut, den verschiedene Anbieter nutzten, darunter ein Kunstantiquar und später ein Café, das die Freifläche vor dem Haus für Außengastronomie mitbenutzen konnte.